# Oliver Maass
Oliver Maass, Untertitel: Das Spiel mit der Zaubergeige, ist eine deutsche Fernsehserie aus dem Jahr 1985, die vom ZDF produziert wurde. Das Drehbuch schrieb Justus Pfaue, Regie führte Gero Erhardt. Als Erzähler fungierte, neben seiner Rolle als Bestattungsunternehmer Eickelberg, Karl Lieffen. Oliver Maass zählt zur Reihe der Weihnachtsserien des ZDF.

## Handlung
Oliver Maass ist ein fünfzehnjähriger Junge, dessen Mutter vor wenigen Monaten gestorben ist. Er hat den Verlust noch nicht überwunden, besucht häufig ihr Grab und schreibt in sein Tagebuch Briefe an sie. Ihr hatte er versprochen, weiter mit seiner Geige zu üben, obwohl er es hasst und kaum Fortschritte erzielt. Zu allem Überfluss wird durch ein Malheur auch noch die Geige, die er von seiner Mutter bekommen hat, zerstört.
Sein Vater, Dr. Michael Maass, ist Archäologe. Auf seiner Suche nach dem Grabmal des Königs Theoderich, des Dietrich von Bern der Sage, führt ihn eine heiße Spur ans Mittelmeer, nach Italien. Dort wohnt er in einem kleinen Fischerdorf, in dessen Nähe sich das Anwesen des geheimnisvollen Grafen Esteban befindet, einem Sammler kostbarer Instrumente aus dem Besitz berühmter Musiker. Auf diesem Anwesen vermutet Dr. Maass das Grabmal und sucht mit dem Wohlwollen des Grafen nach Hinweisen.
Oliver lebt so lange unter der Aufsicht seiner Großmutter Louise Maass in München, während seine Schwester Julia studiert und in einer eigenen Wohnung lebt. Louise Maass ist eine eigentümliche Person, die an Esoterik glaubt, außerdem moderner Technik abgeneigt ist und an Althergebrachtem festhält. Unter anderem stört sie das Telefon in ihrer Küche und getippte, nicht mit der Hand geschriebene Briefe. Sie veranstaltet, zusammen mit ihrem Freund, dem Bestattungsunternehmer Eickelberg, regelmäßig spiritistische Sitzungen.
Ohne es zu ahnen, ist Oliver für den Grafen Esteban interessant. Dieser sucht einen Menschen reinen Herzens, „der Trauer im Herzen fühlt, und sich dennoch dem Tode beugt“, um die magischen Kräfte der Geige zu entfesseln, die dereinst Niccolò Paganini, dem Teufelsgeiger gehörte. Mit ihr kann man, wenn man es schafft, eine Endlosmelodie zu komponieren, einen Tag in die Zukunft sehen. Der Graf hat einen begnadeten Geiger auf sein Anwesen eingeladen, dem bei dem Versuch, auf Paganinis Geige zu spielen, das Instrument in der Hand zerbricht. Beschämt reist er sofort ab, einer ungewissen Zukunft entgegen, da er seine sämtlichen Konzerte absagt.
Graf Esteban taucht danach in München auf und überlässt Oliver die Geige, vorgebend, ein Antiquitätenhändler zu sein, der sein Geschäft aufgeben muss. Es gelingt dem Jungen auch, eine entsprechende Melodie zu komponieren. Schnell entdeckt er, dass er mit dieser Melodie Visionen von der Zukunft erhalten kann, die allerdings einen Tag voraus liegen muss. Er ermittelt die Lösungen für eine Mathearbeit und teilt sie allen Klassenkameraden mit. Jedoch fliegt der Schwindel auf.
Er rettet dann zusammen mit seinem Mathelehrer ein kleines Mädchen, das davongelaufen ist, und sich auf einem Eisenbahngelände versteckt hat. Ab diesem Ereignis ist er eine Berühmtheit und wird von der Presse verfolgt. Ein Mann, der sich als Polizeikommissar „Ludwig“ ausgibt, spricht Oliver an und verlangt, dass er ihm die Ergebnisse eines Pferderennens vorhersieht. Aus Mitleid spielen Oliver und seine Schwester mit. Der Mann gewinnt, bricht dann aber in seinem Freudentaumel an der Pferderennbahn mit einem Herzinfarkt zusammen, und stirbt später im Krankenhaus.
Oliver hilft auch seinem Vater, das Grabmal Theoderichs zu finden, und übermittelt jenem telefonisch die Lage des Eingangs. Anschließend macht er sich auf eigene Faust nach Italien auf, wo er einen Sturm vorhersieht, der die Fischer ruiniert hätte. Während des Sturms stürzt jedoch Olivers Vater in den Schacht des Grabmals und erleidet eine Vergiftung durch die vorherrschenden Gase dort. Dank der Geige kann Oliver ihn rechtzeitig finden und löst so erneut ein großes Medienecho aus.
Oliver sieht außerdem die Lottozahlen voraus und übermittelt sie seiner Schwester. Die Zahlen werden allerdings wie ein Lauffeuer rumgereicht und die Einzelausschüttung des Hauptgewinns fällt kaum höher aus als die Kosten eines Lottoscheins.
Der Graf bemerkt, ebenso wie Olivers Familie und seine Freunde, die schleichende Veränderung des Jungen, der immer eingebildeter wird und Schicksal spielen will. Auch, dass auf jede Vorhersage ein Unglück folgt, wird schnell klar. Alle erkennen, dass die Geige verschwinden muss, um dem Spuk ein Ende zu setzen. Sogar Graf Esteban und schließlich Michael Maass versuchen, die Geige loszuwerden, aber sie kehrt auf magische Weise unversehrt zu Oliver zurück. Nachdem Michael Maass die Geige zertrümmert hat, wird er zudem plötzlich todkrank und stellt die Ärzte vor ein Rätsel.
Schließlich sieht auch Oliver ein, dass die Geige nur Unheil bringt, widersteht dem Drang, ein letztes Mal in die Zukunft zu sehen, und zertrümmert sie mit einem Blumenkasten. Sofort geht es seinem Vater wieder besser, und die Geige nimmt wieder ihren Platz in der Vitrine des Anwesens vom Grafen Esteban ein.
Obwohl es mehrfache Andeutungen gibt, dass Graf Esteban der Geist von Theoderich ist und für den Zuschauer scheinbar übersinnliche Fähigkeiten besitzt, wird dies auch zum Schluss nie genau aufgeklärt. Die kopflose Statue im Garten der Maassens jedoch ist eine Statue von Theoderich und hat Michael Maass als Kind inspiriert, Archäologe zu werden und das Grabmal von König Theoderich zu finden. Am Ende erhält die Statue aus den Fundstücken des Grabmals ihren Kopf zurück.

## Drehorte
Gedreht wurde an der Amalfiküste im italienischen Ravello (Provinz Salerno) – Villa Cimbrone. Die Szenen, welche in dem kleinen Fischerdorf spielen, wurden im etwa 10 Kilometer entfernten Fiordo di Furore aufgenommen.